# Милош Шиљеговић
Милош Шиљеговић (Мирковац, код Босанске Дубице, 29. децембар 1909 — Сарајево, 18. новембар 1952) био је учесник Народноослободилачке борбе и генерал-мајор ЈНА.

## Биографија
Рођен је 29. децембра 1909. године у селу Мирковцу, код Приједора. Завршио је Учитељску школу у Бањој Луци, 1932. године и радио у селима на Козари. У чланство Комунистичке партије Југославије (КПЈ) примљен је 1940. године. 
Учесник је Народноослободилачке борбе од 1941. године и један од организатора устанка на Козари. Током Народноослободилачког рата (НОР) обављао је разне одговорне дужности: 
- командант батаљона у Другом крајишком партизанском одреду „Др Младен Стојановић“,
- заменик команданта Пете крајишке козарске бригаде,
- командант Седме крајишке ударне бригаде,
- командант Једананесте крајишке ударне бригаде,
- командант Десете крајишке дивизије.

После ослобођења Југославије, завршио је Вишу војну академију ЈНА и био на штабним дужностима у Југословенској народној армији (ЈНА). 
Умро је 18. новембра 1952. године у Сарајеву. Сахрањен је у Алеји народних хероја на Новом гробљу у Београду.
Носилац је Партизанске споменице 1941. и других југословенских одликовања, међу којима — Ордена партизанске звезде првог реда и Ордена братства и јединства првог реда.
Његов рођени брат, Бошко Шиљеговић, био је генерал-пуковник ЈНА и народни херој Југославије.